# Mahindra KUV 100

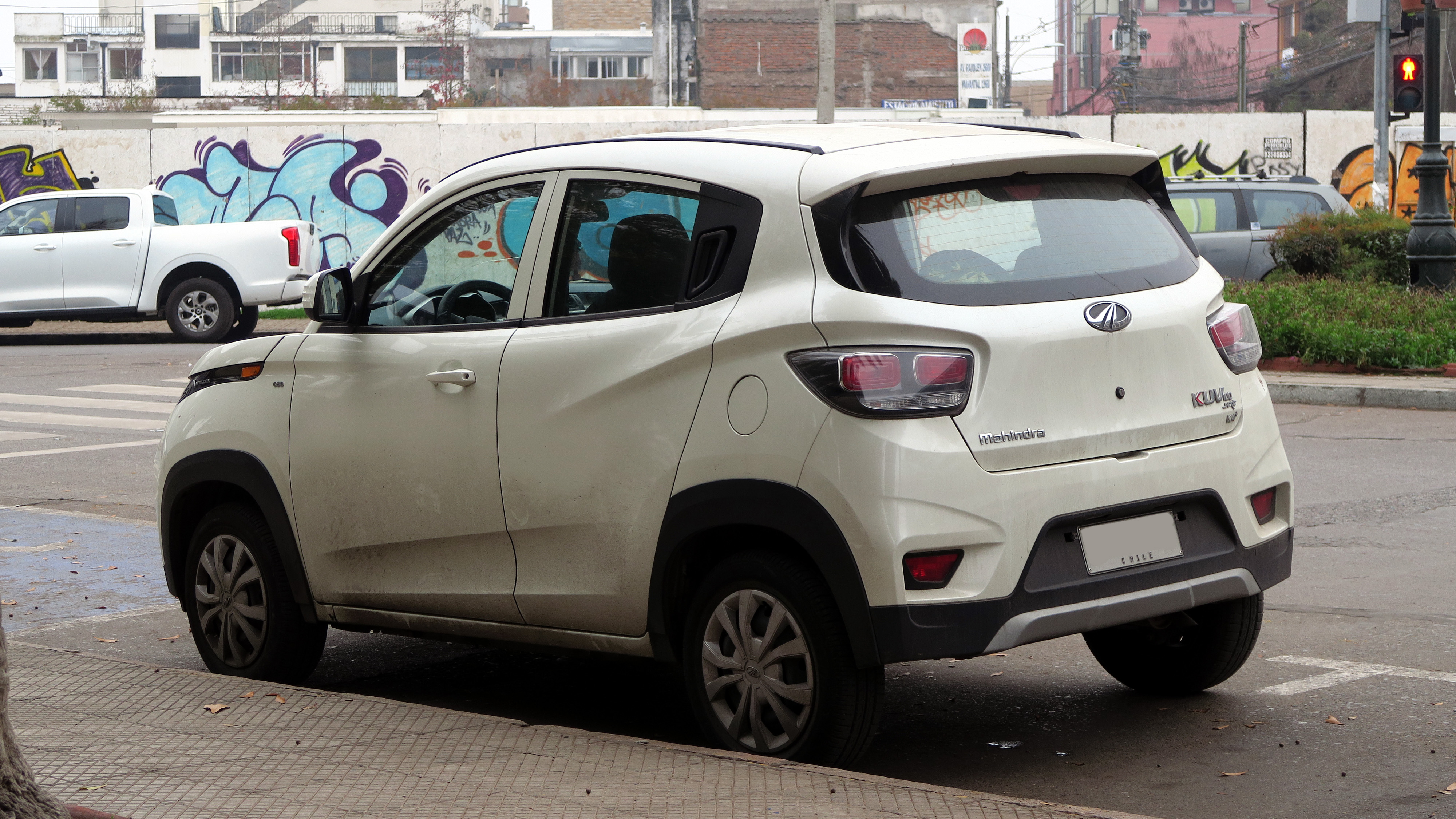
Heckansicht

Der Mahindra KUV 100 ist ein Fahrzeug des indischen Herstellers Mahindra & Mahindra Limited.
KUV bedeutet Kool Utility Vehicle. Das Fahrzeug gehört zu den in Indien verbreiteten kompakten Mini-Sport-Utility-Vehicles, kompakten, etwas hohen Kleinwagen mit weicher Federung und großer Bodenfreiheit wie der Renault Kwid oder der Maruti Swift. Es war nach dem größeren XUV 500 der zweite Pkw von Mahindra & Mahindra und hat wie dieser eine selbsttragende Karosserie. Mahindra & Mahindra hatte vorher nur Nutzfahrzeuge gebaut und Teilesätze montiert.  

## Karosserie
Der Wagen hat vier Türen und eine Heckklappe, er war mit fünf oder sechs Sitzen lieferbar. Der Schalthebel sitzt am Armaturenbrett, so ist er dem sechsten Sitz nicht im Weg. Dessen Lehne kann heruntergeklappt werden und dient dann als Armlehne mit Getränkehalter. Die Außengriffe der hinteren Türen sitzen hinter deren Fenstern. Zur Ausstattung gehören Airbags und Gurtstraffer für Fahrer und Beifahrer und ein Antiblockiersystem mit elektronischer Bremskraftverteilung.

## Antrieb und Fahrwerk

### Überblick
Für den KUV 100 standen zwei Motoren zur Wahl. Sie wurden in Zusammenarbeit mit dem inzwischen zu Mahindra gehörenden südkoreanischen Automobilhersteller SsangYong entwickelt: 
- Der mFalcon G80, ein Dreizylinder-Ottomotor mit 1,2 Litern Hubraum und einer maximalen Leistung von 61 kW (83 PS) bei 5500/min, der zwischen 3500 und 3600 Umdrehungen pro Minute ein maximales Drehmoment von 115 Nm abgeben kann. Er hat ein Start-Stopp-System und variable Ventilsteuerung. Den Verbrauch des Fahrzeugs nach der indischen ARAI-Norm mit diesem Motor gibt der Hersteller mit 18,15 km/l  an, was 5,5 l/100 km entspricht.
- Der mFalcon D75, ein Dreizylinder-Dieselmotor mit 1,2 Litern Hubraum, der maximal 57 kW (77 PS) bei 3750/min leistet und zwischen 1750 und 2250/min ein maximales Drehmoment von 190 Nm abgeben kann. Er hat einen Turbolader, einen Ladeluftkühler und eine Common-Rail-Direkteinspritzung. Der Motor kann in zwei Modi arbeiten, Power und Eco. Im Eco-Modus leistet der Motor etwas weniger und der Drehzahlbegrenzer setzt früher ein. Laut Hersteller soll er im Eco-Modus nach ARAI einen Wert von 25,32 km/Liter erreichen, also 3,95 l/100 km verbrauchen.[2]

Der Motor ist im Fahrzeug vorn quer eingebaut und treibt über ein Fünfganggetriebe die Vorderräder an. Sie sind einzeln an Querlenkern und MacPherson-Federbeinen aufgehängt; für die Hinterräder ist eine Verbundlenkerachse mit Schraubenfedern eingebaut. Die Zahnstangenlenkung arbeitet mit elektrischem Servo, die Bremse hat ein Antiblockiersystem, vorn sind Scheibenbremsen und hinten Trommelbremsen eingebaut. Der Wagen fährt auf 185/65-R14-Reifen.
Auf der Auto Expo im Februar 2018 präsentierte Mahindra mit dem eKUV 100 eine Elektroversion des Fahrzeugs. Sie sollte in Indien ab Ende 2018 oder Anfang 2019 verkauft werden. Angetrieben wird der eKUV 100 von einem 30 kW (41 PS) starken Elektromotor. Die Reichweite gibt der Hersteller mit 140 km an.

### Technische Daten
|                                             | G80                   | D75                   | eKUV 100             |
| Bauzeitraum                                 | 01/2016–03/2023       | 01/2016–03/2020       | ab Ende 2018         |
| Motorkenndaten                              |                       |                       |                      |
| Motortyp                                    | R3-Ottomotor          | R3-Dieselmotor        | Elektromotor         |
| Hubraum                                     | 1198 cm³              | 1198 cm³              | —                    |
| max. Leistung bei min−1                     | 61 kW (83 PS) / 5500  | 57 kW (77 PS) / 3750  | 30 kW (41 PS) / 3500 |
| max. Drehmoment bei min−1                   | 115 Nm / 3500–3600    | 190 Nm / 1750–2250    | 91 Nm / 1050         |
| Kraftübertragung                            |                       |                       |                      |
| Antrieb                                     | Vorderradantrieb      | Vorderradantrieb      | Vorderradantrieb     |
| Getriebe                                    | 5-Gang-Schaltgetriebe | 5-Gang-Schaltgetriebe |                      |
| Messwerte                                   |                       |                       |                      |
| Höchstgeschwindigkeit                       | 150 km/h              | 145 km/h              | 75 km/h              |
| Beschleunigung, 0–100 km/h                  | 14,0 s                | 14,6 s                | —                    |
| Kraftstoffverbrauch auf 100 km (kombiniert) | 5,5 l Super           | 4,0 l Diesel          | —                    |
| Tankinhalt:                                 | 35 l                  | 35 l                  | —                    |